# 藤原大滝
藤原 大滝（ふじわら の おおたき）は、平安時代初期から前期にかけての貴族。藤原南家巨勢麻呂流、左京大夫・藤原今河の孫。正六位上・藤原清名の長男。官位は従五位下・陸奥権介。

## 経歴
若くして大学で学び、文章生に補せられたのち、仁明朝末の承和15年（848年）民部少丞に任ぜられる。
文徳朝の斉衡3年（856年）従五位下・武蔵介に叙任される。翌天安元年（857年）刑部少輔・大学頭・宮内少輔と続けて転任する。天安2年（858年）3月に陸奥権介に任ぜられ再び地方官に転じるが、任地に赴任することなく、同年6月2日卒去。享年56。最終官位は陸奥権介従五位下。

## 官歴
『日本文徳天皇実録』による。
- 時期不詳：文章生
- 承和15年（848年） 日付不詳：民部少丞
- 時期不詳：正六位上
- 斉衡3年（856年） 正月7日：従五位下。正月12日：武蔵介
- 天安元年（857年） 2月16日：刑部少輔。日付不詳：大学頭。7月27日：宮内少輔
- 天安2年（858年） 3月8日：陸奥権介。6月2日：卒去（陸奥権介従五位下）